# Danny Phantom
Danny Phantom ist eine Zeichentrickserie, die seit dem 17. September 2005 bei Nick Deutschland gezeigt wird. Der Autor der Serie ist Butch Hartman, der ebenfalls Cosmo und Wanda – Wenn Elfen helfen (The Fairly OddParents) kreiert hat. Die Serie hat im Jahr 2004 zwei Preise BMI Cable Award bekommen: Für Butch Hartman und Guy Moon.
Animiert wurde Danny Phantom von den Rough-Draft-Studios in Seoul, Korea, die auch schon Serien wie Die Simpsons oder Star Wars: Clone Wars animierten.

## Handlung
Im Mittelpunkt der Serie steht der 14-jährige Danny Fenton, der durch einen Unfall mit einem Geisterportal zu einem Wesen wird, welches halb Mensch und halb Geist ist, wobei er annähernd nach Belieben zwischen der Form als Mensch oder Geist wechseln kann. Seit diesem Unfall hat er es sich zur Aufgabe gemacht, als „Danny Phantom“ böse Geister zu bekämpfen. Einen kurzen Abriss der Geschehnisse bietet stets die Einleitungssequenz der Serie.
Seine Geisterkräfte sind nur seinen beiden besten Freunden Sam und Tucker bekannt. Im Verlaufe der Serie erfährt auch Dannys ältere Schwester Jazz sein Geheimnis, wovon er jedoch nichts weiß. Sehr erschwerend wirkt sich aus, dass seine Eltern Geisterjäger sind. Sie dürfen auf keinen Fall herausfinden, dass er zur Hälfte ein Geist ist. Im Laufe der Serie wird es sogar zu ihrem erklärten Ziel den sog. „Geisterjungen“ zu fangen, da sie nicht wissen, dass er ihr eigener Sohn ist.
In jeder Folge bekommen Danny und seine Freunde Probleme, die es zu lösen gilt.

## Charaktere

### Hauptcharaktere
Daniel „Danny“ Fenton/Danny Phantom
Danny Fenton oder Danny Phantom ist der Protagonist der Serie und zugleich Namensgeber. Wie seine beiden besten Freunde Tucker Foley und Sam Manson ist er 14 Jahre alt und besucht mit ihnen die Caspar High School seiner Heimatstadt Amity Park (amity = Freundschaft, gutes Einvernehmen; soll den kleinbürgerlichen Charakter der Stadt verdeutlichen). Durch einen Unfall mit dem von seinen Eltern entwickelten Geisterportal vermischte sich seine DNA mit Ektoplasma. Seither ist er zur einen Hälfte Mensch und zur anderen Geist (also ein Halbgeist), was ihm erlaubt zwischen diesen beiden Gestalten hin und her zu wechseln.
Als Mensch sieht Danny völlig normal aus. Er verhält sich oft nervös und ungeschickt und probiert stets nicht aus der Masse herauszustechen, wenngleich er an seiner Schule eher den Außenseitern anzurechnen ist. Trotzdem schwärmt er für seine populäre Mitschülerin Paulina.
Verwandelt er sich in sein Alter Ego Danny Phantom, wechseln seine Haare von schwarz nach weiß, seine Augenfarbe von blau in ein leuchtendes grün und seine Kleidung wird wieder zu jenem Schutzanzug, den er während des Unfalls trug – in umgekehrter Farbgebung. Häufig kündigt er die Verwandlung mit den Worten „Zeit für Geisterkräfte“ (engl. „I’m going ghost!“) an.
Die Geisterkräfte, die Danny in seiner Geisterform (und z. T. auch als Mensch) zur Verfügung stehen, lernt er im Verlaufe der Serie immer besser zu beherrschen. Grundsätzlich kann er fliegen, sich unsichtbar machen, durch Wände (bzw. jedwede normale Materie) gehen, Energiestrahlen abfeuern, von anderen Menschen Besitz ergreifen und die Nähe von Geistern durch seinen Geisteratem erspüren. Einige Fähigkeiten entdeckt Danny erst spät (z. B. die Techniken Geisterheuler und Crynogese) – welches Fähigkeiten sind, die Vlad nicht beherrscht. Andere wiederum versucht er zunächst vergeblich zu meistern (wie Vlads Selbstvervielfältigung welche er erst in der Folge 3:4 Torrent of Terror meistert). Insbesondere zu Anfang verwandelt er sich jedoch oft unwillkürlich zurück, einzelne Körperteile werden ungewollt unsichtbar oder immateriell.
Von dem Unfall und den daraus resultierenden Kräften wissen zu Beginn nur Tucker und Sam.
In der letzten Folge rettet er mit Hilfe von allen Geistern der Geisterwelt die Welt vor der Zerstörung durch einen Asteroiden und wird somit der Held der ganzen Erde. Außerdem gesteht er in dieser Folge sein Geheimnis endgültig vor seinen Eltern und der ganzen Welt und kommt mit Sam zusammen. Die beiden sind jetzt ein Paar.
Tucker „Tuck“ Foley
Tucker ist, neben Sam, Dannys bester Freund und versessen auf jede Art der Technologie. Sein ständiger Begleiter ist folglich sein geliebter PDA, mit dessen Hilfe er auch Dannys Kampf gegen Geister unterstützt: Zunächst nur zum Zeitmanagement eingesetzt, ist er in der Lage, ihn zu Kommunikation und zum Datentransfer zu gebrauchen oder sogar technisches Gerät zu manipulieren. Darüber hinaus verfügt Tucker wie kaum anders zu erwarten über ein enormes technisches Fachwissen.
Bisweilen redet Tucker mehr als es gut für ihn oder andere ist und hat auf diese Weise schon mehrfach Unannehmlichkeiten verursacht. Abgesehen davon besteht eine seiner Lieblingsbeschäftigungen aus den Versuchen, sich mit seinen weiblichen Mitmenschen zu verabreden. Anhaltende Rückschläge hindern ihn nicht daran, es immer wieder zu versuchen, bestärken ihn jedoch in seiner Liebe zur Technik. Da diese nicht eben billig ist, ist Tucker im Übrigen für Geld zu den zum Teil unmöglichsten Dingen bereit. Er wird in der letzten Folge zum neuen Bürgermeister gewählt und ist damit der jüngste Bürgermeister in der Geschichte von Amity Park.
Samantha „Sam“ Manson
Sam Manson ist Dannys beste Freundin und auf den ersten Blick ein durchschnittlicher Gothic-Fan. Sie trägt meistens schwarze Kleidung, hört mit Vorliebe Heavy Metal und Punk und interessiert sich für das Übernatürliche. Sie versteht dies als Ausdruck ihrer Individualität, die sie insbesondere gegen ihre Eltern verteidigt, welche eine vollkommen andere Lebenseinstellung pflegen. Vor allen Dingen tut sich Sam jedoch als Umweltaktivistin hervor, die sich für die Rechte der Tiere einsetzt, sich um die Zukunft der Natur sorgt und überdies aus Überzeugung eine strenge, allerdings fiktive Form des Vegetarismus praktiziert: Den Ultra-Recyclo-Vegetarismus.
Obwohl sie und ihre Familie sehr wohlhabend sind, verheimlicht sie diese Tatsache, um wahre Freunde zu finden. Sie ist also nicht verwöhnt, dafür aber häufig überkritisch und versucht mitunter Mitmenschen ihre Meinung aufzuzwingen. Genauso wie Tucker unterstützt auch sie Danny im Kampf gegen Geister. Wie man in „Die Rache des Flaschengeistes“ erfährt, ist sie für Dannys folgenreichen Unfall im großen Maße mitverantwortlich gewesen, da sie Danny ermutigte das Geisterportal seiner Eltern auszuprobieren. Mitunter werden Andeutungen gemacht, dass zwischen ihr und Danny mehr als nur eine Freundschaft besteht. Beide streiten dies jedoch ab. Jedoch in der letzten Folge kommt es zum ersten richtigen Kuss zwischen den beiden. Sam ist endlich mit Danny zusammen.
Jasmine „Jazz“ Fenton
Jazz ist Dannys ältere Schwester und im Gegensatz zu ihm ein intelligenter und angesehener Erfolgsmensch. Allerdings verleitet sie dies zu rechthaberischem Verhalten, welches von Außenstehenden oft als kalt wahrgenommen wird und Danny zu der Aussage führte, sie sei ein „eingebildeter Snob“. Tatsächlich ist sie jedoch nur besorgt um ihren jüngeren Bruder und infolgedessen überfürsorglich. Die Jagd nach Geistern hält sie zunächst für eine „kranke Beschäftigung“ und insbesondere ihr Interesse an der Psychologie lässt sie an der Verstandeskraft ihrer geisterversessenen Eltern zweifeln.
Als sie jedoch in 1:9 „Der Schein trügt“ selbst Geister antrifft und sogar herausfindet, dass Danny der Geisterjunge ist, beginnt sie, seinen Kampf zu unterstützen. Kommt es fortan zu brenzligen Situationen mit seinen Geisterkräften (etwa in Gegenwart der Eltern), hält sie seine Identität verdeckt – wobei sie ihm lange Zeit nichts über ihr Mitwissen erzählt („Er wird es mir sagen, wenn er bereit dazu ist.“). Erst spät, in 2:9 „Von allen guten Geistern verlassen“, kommt Danny dahinter.
Obwohl Jazz einige Geister auf eigene Faust zur Strecke gebracht hat, ist sie in der Geisterjagd allgemein eher ungeschickt. So hat sie Danny bereits mehrere Male in die Fenton-Thermoskapsel gesaugt.

### Wichtige Nebencharaktere
Paulina
Paulina ist Dannys Schwarm. Sie ist wohlhabend und darauf bedacht, sich nur nach den neuesten Modetrends zu kleiden. Es gibt nur eine Person, die sie wirklich begehrt: Danny Phantom. Ohne zu ahnen, dass er und der langweilige Danny Fenton dieselbe Person sind, macht sie sich ständig über letzteren lustig.
Dash Baxter
Dash ist der beste Sportler der Casper High. Er ist Mitglied der Basketball-, Baseball- und Footballmannschaft der Schule. Er lässt keine Gelegenheit aus, Danny oder Tucker zu vermöbeln, sie in ihre Schulschränke zu stecken oder sie zu mobben. Neben seiner Sportlichkeit zeichnet ihn auch seine unglaubliche Dummheit aus.
Star
Star ist eine Freundin von Paulina und nimmt Valeries Platz bei den beliebten Schülern ein. Tucker ist in sie verliebt, sie ist jedoch nicht an ihm interessiert. Star ist nebenbei ein Snob, welcher sich über alles und jeden lustig macht der unbeliebter ist als sie. Außerdem träumt Tucker oft davon, eine Villa zu haben, mit Danny als Hausmeister und zwei Freundinnen, die beide so aussehen wie Star.
Mr. Lancer
Er ist Englischlehrer an der Casper-High und auf den ersten Blick recht streng, aber er setzt sich sehr stark für seine Schüler ein. Lancer ahnt, wie die meisten anderen auch, nichts von Dannys Doppelleben, bemerkt jedoch, dass sich seine Fehlstunden seit Erscheinen des Geisterjungens deutlich vermehrt haben. Wenn er durch irgendetwas aufgebracht wird, zitiert er gerne Buchtitel.
Jack Fenton
Jack Fenton ist Dannys Vater. Er ist verrückt danach, Geister zu fangen und zu untersuchen. Das Geisterportal ist in früherer Zeit aus den gemeinsamen Forschungen mit Dannys jetzigem Widersacher Vladimir entstanden. Jack trägt ständig, wie auch seine Frau Maddie den enganliegenden Geisteranzug aus Latex, von dem er behauptet, dass er ohne ihn Ausschlag bekommen würde. Jack sieht in allem und jedem einen Geist und würde am liebsten auf alles schießen, was sich bewegt. Die Vernunft der Familie ist eher auf der weiblichen Seite zu finden, so ist seine Frau Maddy oder seine Tochter Jazz stets zur richtigen Zeit am richtigen Ort, um den stürmischen Vater zu bremsen. Jack ist ebenfalls der Tollpatsch der Familie, wodurch er regelmäßig in Situationen gerät, die seiner Familie äußerst peinlich sind. Im Laufe der Serie verbessert sich aber Jacks Geschick und seine Tätigkeit als Geisterjäger wird langsam auch von Außenstehenden akzeptiert und anerkannt.
Madeline „Maddie“ Fenton
Sie ist Dannys Mutter und ihr Traum ist es, einen Geist gefangen zu nehmen und zusammen mit Jack zu sezieren. Sie ist verständnisvoll und eine sehr gute Schützin. Maddie war Vlads Schwarm auf der Uni. Ihr Markenzeichen ist ein blauer Schutzanzug, von dem sie behauptet, wie auch von Jacks orangefarbenen, er sei der letzte Schrei.
Dannys Geisterverbündete
Das sind die Geister die keinen Groll gegen Danny hegen, da er ihnen in riskanten Situationen geholfen hat.
- Klemper ist ständig auf der Suche nach einem Freund. Ist deswegen aber sehr anhänglich.
- Lupus ist ein Werwolfgeist, der zwischen den Dimensionen wechseln kann. Er spricht Esperanto und wird für 1.000.000 $ in der Geisterwelt gesucht.
- Dora kann sich in einen Drachen verwandeln und lebt in einer mittelalterlichen Welt, in der Frauen nichts zu sagen haben.
- Cujo ist ein Geisterhund, der entweder ein süßer Welpe oder eine reißende Bestie sein kann.
- Clockwork der Zeitgeist, überwacht die Zeit, kann sie stoppen, beschleunigen oder rückwärts laufen lassen. Er wechselt immer zwischen einer Erscheinung als Junge, Erwachsener und alter Mann hin und her.
- Frostbite Anführer von yetiähnlichen Geistern, die Danny als Held der Geisterwelt huldigen. Er war es auch der Danny lehrte seine Eiskräfte zu kontrollieren, da diese in seinem Stamm sehr verbreitet sind.
- Danielle „Dani“ Phantom ein von Vlad hergestellter, weiblicher Klon von Danny. Sie besitzt alle von Dannys Fähigkeiten (ausgenommen der Selbstvervielfältigung, dem Geisterheuler und der Cryokinese).
- Der Milchkönig hilft Danny, als er in einer Erfindung von Skulker steckt.
- Pandora hilft Danny als der Kistengeist ihre Büchse stiehlt um seinen Ruf zu ändern und das Böse in ihr freilässt, ihn zu besiegen und das Böse wiedereinzufangen.
- Amorpho der Gesichtslose ist ein Geist, der sich in alles Mögliche verwandeln kann, welcher Danny Phantom dabei hilft, sich in Danny Fenton zurückzuverwandeln. Obwohl er Danny zuerst feindlich gesinnt war, stellte sich heraus, dass er nur eifersüchtig war, da Danny ihm die Aufmerksamkeit nahm.

### Hauptwidersacher
Vladimir „Vlad“ Masters/Plasmius (auch Graf von Habgier oder Habgiergeist)
Vladimir Masters war zu seinen College-Zeiten der beste Freund von Jack Fenton sowie mit ihm und Maddie zusammen in einer Forschergruppe. Dort arbeiteten sie schon damals an einem Prototyp des Geisterportals, der jedoch durch Jacks Schuld Vlad in einen Unfall verwickelte: Seine Haarfarbe verkehrte sich von schwarz in weiß, sein Gesicht wurde (vorläufig) durch Ekto-Akne entstellt, vor allen Dingen aber wurde er mit Geisterkräften ausgestattet. Seine äußerlichen Stigmata ruinierten sein Leben, was ihn jedoch nicht daran hinderte, mit Hilfe seiner neuen Fähigkeiten enormen Reichtum zu erlangen.
Das erste Mal taucht er in der Folge 1:7 Fliegende Spione auf, als er sich nach 20 Jahren entscheidet, ein Klassentreffen in seinem Schloss auszurichten. Tatsächlich plant er jedoch, sich an Jack zu rächen und Maddie für sich zu gewinnen, in die er seit den College-Tagen verliebt ist. Vlad ist der einzige bekannte Halbgeist neben Danny und wird gewöhnlich als dessen Erzfeind angesehen. Aufgrund der zeitlichen Differenz beherrscht er jedoch seine Kräfte bereits besser und verfügt über einige besondere Attacken, wie die Selbstvervielfältigung (er ist in der Lage hunderte von schattenähnlichen Doppelgängern zu schaffen). Bisweilen versucht er, Danny für sich zu gewinnen oder für seine Zwecke zu manipulieren und insistiert öfters, dass sie sich sehr ähnlich seien. In einer alternativen Zukunft, geschehen in 2:9 Von allen guten Geistern verlassen, nimmt Vlad Danny sogar bei sich auf. In der Folge 3:1 Eye for an Eye wird er mittels eines Tricks zum Bürgermeister von Amity Park. Letzten Endes gilt sein einziges Interesse jedoch Maddie, was auch immer das Mittel zu diesem Zweck sein mag. Zuletzt gesteht er der ganzen Welt sein Geheimnis, dass er ein Halbgeist sei. Er will die Welt vor einem Asteroiden retten, wenn man ihm 500 Milliarden $ zahlt und ihm die Weltherrschaft übergibt. Das misslingt jedoch, weil Geister den Asteroiden nicht berühren können. Zwar bittet er Jack um Hilfe, dieser lässt Vlad aber im Weltraum zurück und fliegt ohne ihn wieder zur Erde. Aus Scham verschwindet er im Weltall und wird zuletzt vom besagten Asteroiden erfasst. Sein Schicksal ist ungewiss.
Valerie (Val) Gray
Valerie Gray ist eine Mitschülerin Dannys an der Caspar High. Ihren ersten Auftritt hat sie in 1:3 Geist sein ist alles und gehört im Gegensatz zu Danny und seinem Freundeskreis ursprünglich zu den sozial angesehenen Schülern. In der Folge 1:10 Geistersurfer verliert jedoch ihr Vater, Damon Gray, seine Anstellung als Verantwortlicher für die Sicherheit seines Unternehmens, als jenes von einem Geisterhund (unter Beisein von Danny Phantom) verwüstet wird. Valeries Familie gerät daraufhin in finanzielle Not, wodurch sie einerseits ihren Sozialstatus einbüßt und andererseits zur Geisterjägerin avanciert, um sich am vermeintlich Verantwortlichen – dem Geisterjungen – zu rächen. Ihre hochentwickelte Geisterjagdausrüstung wird dabei von einem unbekannten Wohltäter finanziert, der sich als Vlad Masters entpuppt.
Ihre Unkenntnis über Dannys Geisterkräfte führt zu der paradoxen Situation, dass sie sich mit Danny Fenton anfreundet, während sie Danny Phantom als ihren Erzfeind betrachtet und mit aller Kraft bekämpft. Trotzdem arbeitet sie gelegentlich mit ihm zusammen, wenn es die einzige Möglichkeit darstellt, einen gemeinsamen Feind zu besiegen (so gesehen in Papa Danny, Der Geisterkönig und D-Stabilized). In 2:10 Voll verpeilt gelingt es dem Geist Technikus beinahe sogar, Valerie mit Danny zu verkuppeln. In dieser Folge erhält sie auch einen neuen Anzug für die Geisterjagd von Technikus nachdem ihr alter von Danny zerstört wurde. In D-Stabilized hilft sie Danny auch Danielle Phantom vor Vlad Plasmius zu retten. In dieser Folge findet sie auch heraus das Vlad Masters und Vlad Plasmius ein und dieselbe Person sind.
Dark Danny/Dan Phantom
Hierbei handelt es sich um Danny, der in einer anderen Zukunft zu einem gefühllosen Vollgeist geworden ist. Nachdem Dannys Familie und all seine Freunde inklusive Mr. Lancer bei einer Explosion im „Nasty Burger“ ums Leben kamen, lässt er sich von Vlad seine Geisterkräfte entfernen, weil sie ihm nichts gebracht haben, als er sie am nötigsten brauchte. Der so entstandene Geist macht sich jedoch selbständig, nimmt auch Vlad seine Kräfte (wobei Vlads böse Seite die Kontrolle über Dannys Körper übernimmt), um sich noch stärker zu machen und bringt schließlich sein menschliches Selbst um.
Er war auch der erste bekannte Geist der den Geisterheuler beherrschte.
Fürst Pariah/Pariah Dark
Er ist der König der Geister. Er war als einziger Geist in der Lage die Kraft zwischen der Krone des Feuers und dem Ring der Wut zu kontrollieren. Nach einer langen und grausamen Regentschaft wurde er von einer Gruppe mächtiger antiker Geister besiegt und in den Sarkophag des ewigen Schlafes gesperrt. Er wurde vom Habgiergeist wiedererweckt, da er auf der Suche nach der Macht des Geisterkönigs war. Pariah beschloss darauf die Welt der Menschen zu unterwerfen. Letzten Endes wurde er von Danny besiegt und wieder eingesperrt.
Frederick Isaak Showenhower/Freakshow
Er ist ein Zirkusdirektor und leitete den Zirkus Gothica welcher speziell für Goths, Punks und Gruftis gegründet wurde. Jedoch besaß er ein spezielles Relikt: Einen Stab, welcher sobald ein Geist ihn sieht, sofort unter Freakshows Kontrolle ist. Er konnte damit drei, eigentlich friedliche, Geister unter seine Kontrolle bringen und sie dazu zwingen Raubzüge durch ganz Amity Park zu führen. Er konnte ebenfalls Danny hypnotisieren und nutzt ihn für seine dunklen Zwecke. Im Zirkus zwingt er Danny, Sam von einem Hochseil zu stoßen. Danny konnte aber kurzzeitig die Hypnose unterbrechen und Sam retten. Da die Eltern von Amity Park völlig gegen den Zirkus sind, bietet Freakshow ihnen eine kostenlose Probevorstellung von seinem Zirkus an. Er versuchte jedoch die Besucher mit seiner treuesten Verbündeten, Lydia, zu quälen. Währenddessen werden Sam und Tucker von Freakshow und seinen Geisteruntertanen entführt und auf den fahrenden Zirkuszug verschleppt. Dort beginnt der Showdown gegen Freakshow, bei dem Danny den Stab in die Hände bekommt. Sam stürzt vom Zug und droht in die Tiefe zu stürzen. Danny konnte erneut die Hypnose unterbrechen und Sam retten, ließ jedoch den Stab fallen, welcher daraufhin zerbricht. Danny und die drei anderen Geister sind frei und Freakshow wird verhaftet. In der Doppelfolge „Die Macht der Steine“ versucht Freakshow, den Realitätshandschuh zusammenzusetzen und schafft es schließlich auch. Danny konnte jedoch mittels Psychologie, Freakshow dazu bringen sich in einen Geist zu verwandeln, und fängt ihn ein. Danny macht alle Schäden an der Welt rückgängig und lässt jeden (bis auf Sam, Tucker und Jazz) vergessen wer Danny Phantom ist. Freakshow wird schließlich zurückverwandelt und den Männern in Weiß ausgeliefert.

## Synchronsprecher
| Rolle                 | Englischer Sprecher    | Deutscher Sprecher |
| --------------------- | ---------------------- | ------------------ |
| Danny Fenton/Phantom  | David Kaufman          | Daniel Schlauch    |
| Tucker Foley          | Rickey D’Shon Collins  | Stefan Günther     |
| Sam Manson            | Grey DeLisle           | Angela Wiederhut   |
| Jazz Fenton           | Colleen O’Shaughnessey | Natalie Löwenberg  |
| Jack Fenton           | Rob Paulsen            | Walter von Hauff   |
| Maddie Fenton         | Kath Soucie            | Alisa Palmer       |
| Vlad Masters/Plasmius | Martin Mull            | Tobias Lelle       |
| Dash Baxter           | S. Scott Bullock       | Dirk Meyer         |
| Mr. Lancer            | Ron Perlman            | Kai Taschner       |
| Titelsong - Sänger    | Deric Battiste         | Tom Luca           |

## Vorzeitiges Ende
Der Sender Nickelodeon hat den Stopp der Produktion nach 53 Folgen angekündigt. Die Gründe hierfür sind unbekannt. In den USA sind bereits alle Episoden gesendet worden. Auf Nickelodeon UK sind bereits zuvor schon alle Episoden gelaufen. Die Ankündigung des Produktionsstopps führte Ende Juli 2006 zu einer Demonstration vor dem Viacom-Sitz in New York.